# Twarzą w twarz (film 1952)
Twarzą w twarz (ang. Face to face) – western, dramat prod. USA z 1952 roku na podstawie opowiadań  Tajemny wspólnik (ang. The Secret Sharer) Josepha Conrada oraz The Bride Comes to Yellow Sky Stephena Crane'a. Reżyseria: Bretaigne Windust, John Brahm; scenariusz: James Agee, Aeneas MacKenzie.

## Obsada
The Secret Sharer  :
- James Mason - Kapitan
- Sean McClory - Drugi mat Robinson
- Albert Sharpe - Mat Brown
- Michael Pate - Pływak
- Gene Lockhart - Kapitan Archbold

The Bride Comes to Yellow Sky  :
- Robert Preston - Sheriff Jack Potter
- Marjorie Steele - Bride
- Minor Watson - Marcellus T. 'Scratchy' Wilson
- Dan Seymour - Drummer